# NGC 6271
NGC 6271 (другие обозначения — MCG 5-40-16, ZWG 169.21, PGC 59365) — галактика в созвездии Геркулес.
Этот объект входит в число перечисленных в оригинальной редакции «Нового общего каталога».